# Joaquim de Oliveira Álvares
Joaquim de Oliveira Álvares (Ilha da Madeira, 19 de novembro de 1776 — Paris, 1835) foi um militar luso-brasileiro.
Completou seus estudos preparatórios na Inglaterra, depois frequentou a Universidade de Coimbra, onde formou-se em matemática e filosofia, e de lá saiu para alistar-se na marinha.
Após combates com a esquadra francesa de Napoleão Bonaparte, foi feito prisioneiro, mas conseguiu escapar, alistando-se, então, no exército. Transferido em 1804 para o Brasil, como capitão de artilharia da legião de voluntários de São Paulo. Em 1807, promovido a major comandante desta legião, foi transferido para o Rio Grande do Sul, onde foi promovido a tenente-coronel em 1810.
Participou das campanhas de 1811 e 1812, sendo promovido a coronel e depois a brigadeiro, em 1814. Comandou as forças de cavalaria, que na Guerra contra Artigas, venceram as tropas inimigas na Batalha de Carumbé, derrotando a José Antonio Berdún, participou depois da Batalha de Catalão.
Acabada a guerra, adoentado, mudou-se para Santa Catarina, em 1820, depois para o Rio de Janeiro. Em 7 de janeiro de 1822 foi promovido a marechal. No Rio de Janeiro foi membro do 'Clube Conspirado', o qual também frequentavam Joaquim da Rocha Nóbrega, Francisco Maria Gordilho Veloso de Barbuda, apoiando D. Pedro I na Independência do Brasil.
Em 11 de janeiro de 1821, dois dias após o Dia do Fico, comandou as tropas locais que resistiam às tropas portuguesas do general Avilez, que queriam que D. Pedro I cumprisse o decreto de D. João VI e retornasse à Europa, para aprimorar sua educação. Logo em seguida foi nomeado ministro da Guerra, que comandou entre 16 de janeiro a 27 de julho de 1822, tendo deixado o ministério por motivo de doença. Retornou ao ministério, entre 24 de julho de 1828 e 4 de agosto de 1829, tendo negociado um tratado de paz com a Argentina. Em fevereiro de 1829 uma revolta em Pernambuco foi prontamente sufocada, entretanto por exageros no relatório do presidente da província, tanto o ministro da Guerra, quanto o da Justiça, tomaram ações excessivas contra a pretensa rebelião. Álvares criou um tribunal militar para julgar os envolvidos, ação pela qual foi depois acusado de não respeitar a constituição, que não permitia tribunais excepcionais e extraordinários, e após extensos debates foi depois inocentado.
Foi eleito deputado provincial pelo Rio Grande do Sul, na segunda legislatura. Em 1830 partiu para Londres para receber uma herança que lhe tinha deixado seu irmão que lá era negociante. Da herança gastou 80 mil libras na compra de títulos brasileiros, valorizando os títulos em Londres, também avisou o governo brasileiro que poderia atrasar o seu pagamento de dividendos, caso necessário, que não tomaria nenhuma ação a respeito.
Adoentado na Europa, mudou-se para Paris, onde faleceu em 1835, sendo sepultado no Cemitério do Père-Lachaise.
Recebeu a comenda da Imperial Ordem de Avis, depois nomeado oficial da Imperial Ordem do Cruzeiro, em 1825 e grã-cruz da recém criada Imperial Ordem da Rosa, em 1829.

## Fonte de referência
- SILVA, Alfredo P.M. Os Generais do Exército Brasileiro, 1822 a 1889, M. Orosco & Co., Rio de Janeiro, 1906, vol. 1, 949 pp.